# Route nationale 182a
La route nationale 182a, ou RN 182a, était une route nationale française reliant Heudebouville à Louviers.
Elle avait gardé son numéro même après que le tronçon voisin de la RN 182 a été renuméroté RN 13bis.
À la suite de la réforme de la numérotation des routes nationales, elle a été renumérotée en  route nationale 155.